# Ploulec’h
Ploulec’h (bretonisch: Ploulec’h) ist eine französische Gemeinde mit 1.591 Einwohnern (Stand: 1. Januar 2022) im Département Côtes-d’Armor in der Region Bretagne. Die Gemeinde gehört zum Arrondissement Lannion und zum Kanton Lannion. Die Einwohner werden Ploulec'hois genannt.

## Geographie
Ploulec’h liegt etwa 58 Kilometer westnordwestlich von Saint-Brieuc am Ästuar des Léguer. Umgeben wird Ploulec’h von den Nachbargemeinden Lannion im Norden und Osten, Ploubezre im Osten und Südosten sowie Ploumilliau im Süden und Westen.

## Bevölkerungsentwicklung
| Jahr                      | 1962 | 1968 | 1975 | 1982 | 1990 | 1999 | 2006 | 2013 |
| Einwohner                 | 677  | 673  | 853  | 1229 | 1404 | 1466 | 1620 | 1671 |
| Quelle: Cassini und INSEE |      |      |      |      |      |      |      |      |

## Sehenswürdigkeiten
Siehe auch: Liste der Monuments historiques in Ploulec’h
- Kirche Saint-Dogmaël
- Kapelle Notre-Dame in Yaudet
- gallorömisches Oppidum Yaudet
- Schloss Kerninon, Ende des 18. Jahrhunderts erbaut

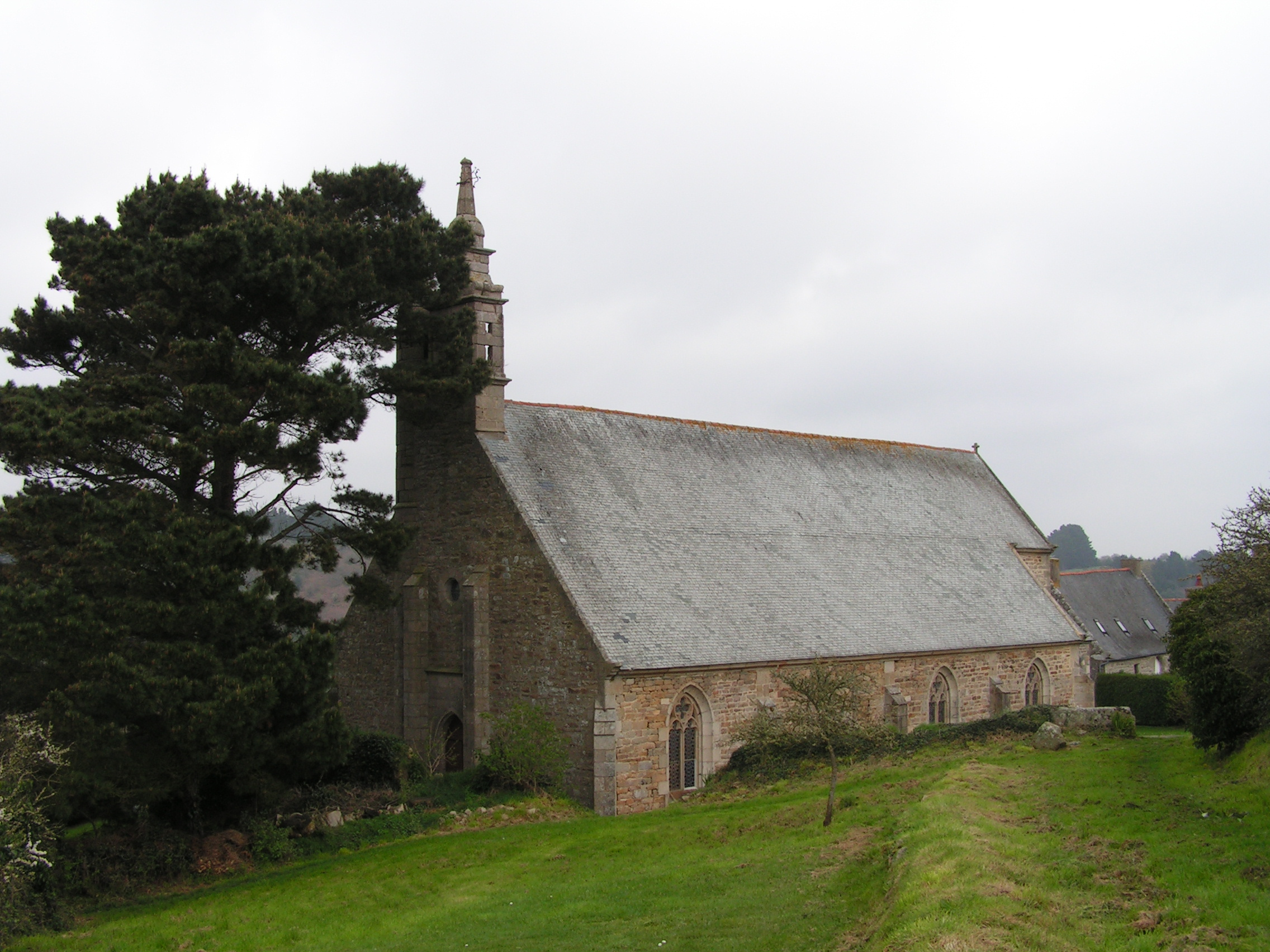
Kapelle Notre-Dame
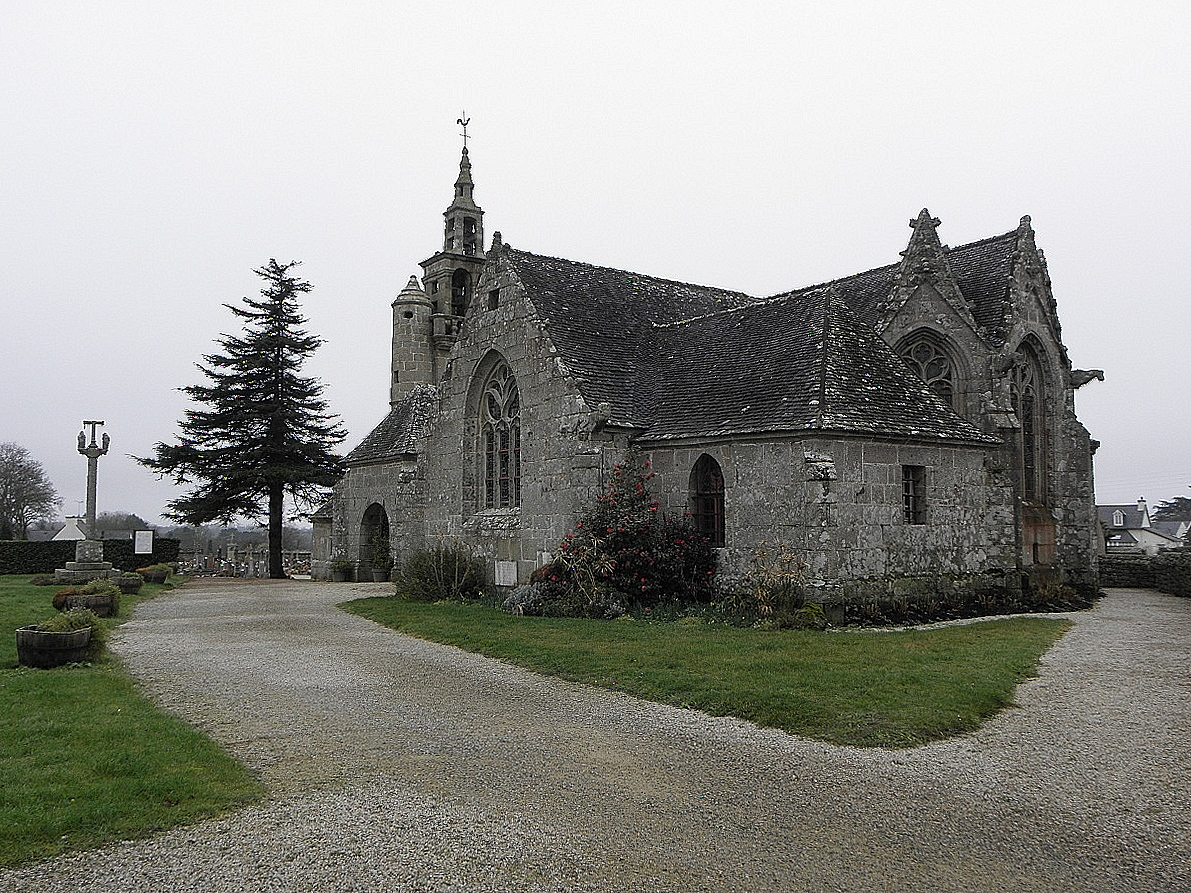
Kirche Saint-Dogmaël

## Gemeindepartnerschaften
Mit der britischen Gemeinde St Erth in der Grafschaft Cornwall (England) besteht eine Partnerschaft.